# Gaudefroyite
La gaudefroyite est une espèce minérale du groupe des borates et du sous-groupe des nésoborates (ou inselborates), de formule Ca4MnIII3-x(BO3)3(CO3)(O,OH)3.

## Inventeur et étymologie
La gaudefroyite a été décrite en 1964 par Georges Jouravsky et François Permingeat ; elle fut nommée ainsi en l'honneur de l'abbé Christophe Gaudefroy, minéralogiste français qui a travaillé au Maroc, où a été découvert ce minéral.

## Topotype
- Tachgagalt Mine (Tachguagalt Mine), Tachgagalt (Tachguagalt), Province de Ouarzazate, Souss-Massa-Drâa, Maroc[2]
- Les échantillons de référence sont déposés au Geological Survey du Maroc, à Rabat, au Muséum national d'histoire naturelle de Paris, ainsi qu'au Mines ParisTech (école nationale supérieure des mines), de Paris

## Cristallographie
- Paramètres de la maille conventionnelle : a = 10,6 Å, c = 5,9 Å, Z = 2, V = 574,11 Å3
- Densité calculée = 3,44-3,53

## Gîtologie
La gaudefroyite est une minéral hydrothermal peu commun des dépôts de manganèse.

### Minéraux associés
- Braunitebrucite, calcite, crednerite (es), hausmannite, marokite (it), pyrolusite, quartz, (Tachgagalt, Maroc) ;
- Barite, bixbyite, braunite, calcite, ettringite, hausmannite, hématite, manganite (Kuruman district, South Africa).

## Habitus
- La gaudefroyite se trouve le plus souvent sous la forme de cristaux dipyramidaux trapus selon {{\displaystyle {11{\bar {2}}0}}} ou prismatiques selon

{{\displaystyle {00{\bar {1}}0}}} présentant de grandes terminaisons pyramidales. Ils peuvent atteindre 5 centimètres. Elle se trouve aussi en agrégats de cristaux aciculaires.

## Gisements remarquables
La gaudefroyite est un minéral plutôt rare qui ne se trouve que dans deux pays au monde.
- Afrique du Sud

Mines N'Chwaning 1,2 et 3, N'Chwaning Mines, Kuruman, Kalahari manganese fields, Cap-du-Nord
Wessels Mine (Wessel's Mine), Hotazel, Kalahari manganese fields, Cap-du-Nord
- Maroc

Tachgagalt Mine (Tachguagalt Mine), Tachgagalt (Tachguagalt), Province de Ouarzazate, Souss-Massa-Drâa, Maroc

## Galerie

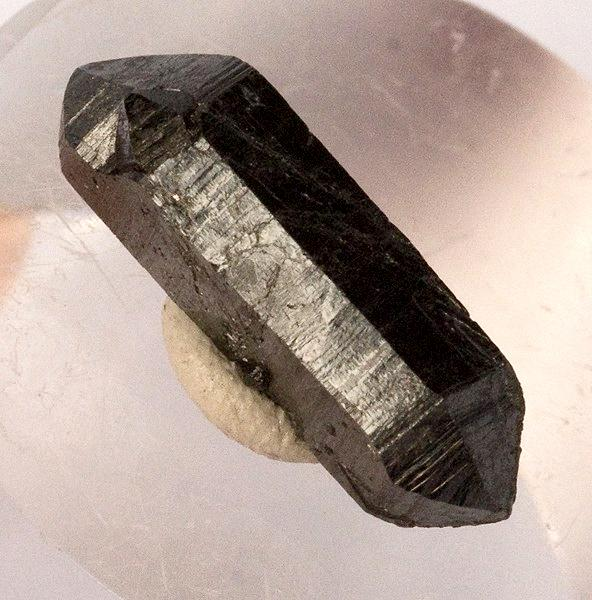
Gaudefroyite, N'Chwaning Mines, Afrique du Sud, 1.8 x 0.7 x 0.5 cm.
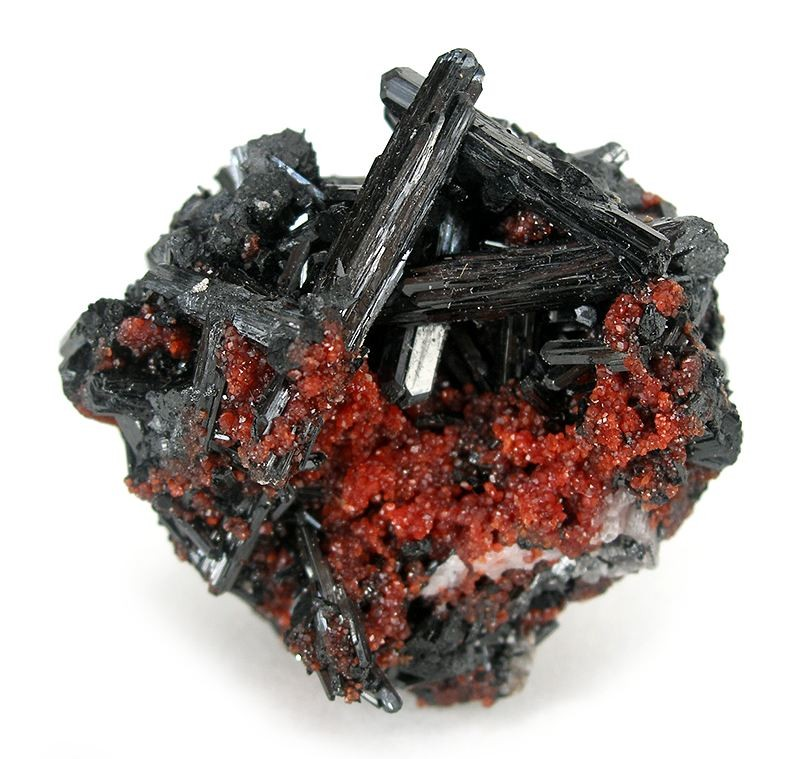
Andradite sur gaudefroyite, Wessels Mine, Afrique du Sud, 3.3 x 3.1 x 2.2 cm